# テアフラビン
テアフラビン (Theaflavin) は、フラバノールから構成される抗酸化性のポリフェノールで、チャの葉を紅茶に加工する発酵の過程で、酵素による酸化を受けて生成する。テアフラビンはテアルビジンの一種で、赤い色を持つ。緑茶にはアナログの没食子酸エピガロカテキン (EGCG) が含まれるが、テアフラビンは含まれない。2008年時点で健康への効能について多くの示唆があるが、生体への利用についてはほとんど分かっていない。これらの化合物がどうやって血流に吸収されるのかはよく分かっていないため、紅茶を飲むことだけで下記のような健康への効果が現れると考えるのは安全ではない。EGCGは肝臓でテアフラビンの一種に代謝されることは分かっている。

## 健康

### HIVと認知症
いくつかの茶ポリフェノール、特に没食子酸基を持つものは、様々な作用機構でHIV-1の複製を阻害する。研究室内では、テアフラビン誘導体はカテキン誘導体よりも強い抗HIV-1活性を有していることが分かっている。
緑茶に含まれるカテキンのEGCGは、gp41とともに働くgp120に結合する。どちらの受容体も、HIVがヒトの健康な免疫細胞を乗っ取るのに必要である。そのため、実際には他の要因が事態を複雑にするが、これら化合物はHIVの侵入を防ぐ能力を持つと考えられている。
EGCGと同様に、紅茶に含まれるテアフラビンやテアルビジンも血液脳関門を通過し、AIDSの症状としての認知症の他、加齢に伴う認知症にも有効であることが確認されている。

### コレステロール
テアフラビンは、ヒトの血中コレステロール濃度の低減に効果があることが確かめられている。総量にも悪玉コレステロールにも効果がある。

### がん
テアフラビンは、DNA、RNA、タンパク質レベルを含め、がん細胞の成長、生存、転移を制御する。
- テアフラビンを含む茶ポリフェノールは、血管内皮細胞増殖因子を減らし、受容体をリン酸化することで、非液性がんと関係する血管新生を阻害することが発見されている[1]。
- EGCGやテアフラビンは、NF-κBの核転座を阻害することで一酸化窒素合成酵素を抑制し、一酸化窒素の生産を抑える。これにより、結果としてIκBキナーゼ活性を抑制する[1]。
- ウロキナーゼとマトリックスメタロプロテアーゼの効果により、がん細胞の転移が阻害される[1]。
- 紅茶に含まれる数種のテアフラビンとテアルビジンは、インスリン/IGF-1の効果をまね、寿命と老化に関連するほ乳類のFOXO1aに作用する[1]。
- テアフラビンは、10-30μg/mlの濃度でインターロイキン8遺伝子の発現を仲介する腫瘍壊死因子αを阻害する[1]。
- TF-2は、COX-2遺伝子と作用して大腸癌を抑える[4]。
- TF-3は、超酸化物を除去する[5]。

## 酸化
テアフラビンの酸化によって、ビステアフラビンAやビステアフラビンBを含む様々な生成物ができる。

## 健康に効果のある誘導体
- テアフラビン-3-ガラート (TF-2) は、大腸癌細胞のアポトーシスを引き起こす[4]。
- テアフラビンジガラート (TF-3) は、重症急性呼吸器症候群 (SARS) の3CLProを阻害する他、HIVのgp41にも結合する[6]。
- 3-イソテアフラビン-3-ガラート (TF2B) は、SARSの3CLProを阻害する[6]。